# Тау Рака
Тау Рака (τ Рака, лат. τ Cancri) — звезда, которая находится в созвездии Рака на расстоянии приблизительно 260 световых лет от нас и имеет видимую звёздную величину +5.42. Это жёлтый гигант класса G. Имеет параллакс 0.01256±0.00001 секунд.

## Характеристики
Масса звезды в 2.7 раза превышает солнечную, радиус — в 7.8 раза больше солнечного. Звезда светит мощнее Солнца почти в 37 раз, температура поверхности составляет около 5100 К.